# Zygmuntów (województwo lubelskie)
Zygmuntów – wieś w Polsce położona w województwie lubelskim, w powiecie świdnickim, w gminie Rybczewice.
W latach 1975–1998 miejscowość należała administracyjnie do województwa lubelskiego.
Wieś jest sołectwem w gminie Rybczewice. Według Narodowego Spisu Powszechnego z roku 2011 wieś liczyła 93 mieszkańców.
Wierni Kościoła rzymskokatolickiego należą do parafii Najświętszej Maryi Panny Matki Kościoła w Orchowcu.

## Historia
Zygmuntów w wieku XIX stanowił folwark w powiecie krasnostawskim, gminie Rybczewice, parafii Częstoborowice. W roku 1887 folwark został oddzielony od dóbr Pilaszkowice (dziś Pilaszkowice Pierwsze i Pilaszkowice Drugie) posiadał wówczas rozległości 920 mórg.